# Nord-Ouest Fluminense
La mésorégion du Nord-Ouest Fluminense est une des mésorégions de l'État de Rio de Janeiro. Elle est formée par la réunion de treize municipalités regroupées en deux microrégions. Elle s'étend sur une aire de 5.374 km² pour une population de 315.902 habitants (IBGE 2006).
C'est la mésorégion qui concentre les plus importants indices de pauvreté de l'État.

## Microrégions[1]
- Itaperuna
- Santo Antônio de Pádua

## Mésorégions limitrophes
- Centre Fluminense
- Nord Fluminense